# Someone You Love
Pour plus de détails, voir Fiche technique et Distribution.
Someone You Love (En du elsker) est un film danois réalisé par Pernille Fischer Christensen, sorti en 2014.

## Synopsis
C'est l'histoire d'une rencontre entre deux destins, un homme adulte et un garçon. Thomas Jacob vit à Los Angeles, et est un musicien de rock de renommée mondiale. Il revient au Danemark après de nombreuses années pour enregistrer un nouvel album, et retrouve sa fille Julie, qui a un petit garçon qu'il n'avait jamais encore rencontré.

## Fiche technique
- Titre original : En du elsker
- Réalisation : Pernille Fischer Christensen
- Scénario : Kim Fupz Aakeson, Pernille Fischer Christensen
- Production : European Film Bonds, Film i Väst
- Photographie : Laust Trier-Mørk
- Musique : Tina Dickow, Marie Fisker
- Pays : Danemark
- Durée : 95 minutes
- Dates de sortie : 
  - 11 février 2014 (Festival international du film de Berlin)[1]
  - Danemark : 4 avril 2014
  - France : 21 janvier 2015

## Distribution
- Mikael Persbrandt : Thomas Jacob
- Trine Dyrholm : Molly Moe
- Birgitte Hjort Sørensen : Julie
- Sofus Rønnov : Noa
- Eve Best : Kate
- Lourdes Faberes : Pepita Ponce

## Distinctions
- 2014 : Meilleure bande originale aux Danish Film Awards
- 2014 : Meilleur film étranger au Festival international du film de Los Angeles[2]
- 2014 : Nomination pour le meilleur acteur à la 68e cérémonie des Bodil Awards pour Mikael Persbrandt